# Simon Kim Ju-young
Simon Kim Ju-young (koreanisch 시몬 김주영; * 3. März 1970) ist ein südkoreanischer römisch-katholischer Geistlicher und Bischof von Chuncheon.

## Leben
Simon Kim Ju-young trat in das Priesterseminar ein und studierte Philosophie und Theologie an der Suwon Catholic University. Am 15. Dezember 1998 empfing er in Nogales das Sakrament der Priesterweihe für das Bistum Chuncheon.
Nach drei Jahren als Kaplan studierte er von 2001 bis 2006 in Rom an der Päpstlichen Universität Gregoriana und erwarb das Lizenziat im Fach Kirchengeschichte und Kulturgüter der Kirche. Nach der Rückkehr in die Heimat war er zwei Jahre lang Verantwortlicher seines Bistums für Bildungsfragen und anschließend bis 2010 Pfarrer in Soyangro. Von 2010 bis 2014 leitete er die diözesane Berufungspastoral und war anschließend bis 2017 Pfarrer in Smusoop. Bereits seit 2006 und bis zu seiner Ernennung zum Bischof leitete er das Forschungszentrum für Kirchengeschichte und war zudem Sekretär des Versöhnungskommitees der koreanischen Bischofskonferenz.
Am 21. November 2020 ernannte ihn Papst Franziskus zum Bischof von Chuncheon. Die Bischofsweihe empfing er am 6. Januar des folgenden Jahres in der Kathedrale von Chuncheon.